# Iliev Glacier
Iliev Glacier är en glaciär i Antarktis. Den ligger i Västantarktis. Argentina, Chile och Storbritannien gör anspråk på området. Iliev Glacier ligger 785 meter över havet.
Terrängen runt Iliev Glacier är varierad. Havet är nära Iliev Glacier västerut. Trakten är obefolkad. Det finns inga samhällen i närheten. 